# Puella Magi Madoka Magica
Puella Magi Madoka Magica (魔法少女まどか☆マギカ, Mahō Shōjo Madoka☆Magika, lit. "Garota Mágica Madoka☆Mágica"), simplesmente referida como Madoka☆Magica (まどか☆マギカ, Madoka☆Magika), é uma franquia de mídia japonesa, iniciada como uma série de anime produzida pela Shaft e pela Aniplex. O enredo segue um grupo de garotas estudantes do ensino médio que optam por se tornarem garotas mágicas, com o objetivo de batalhar contra inimigas surreais denominadas de "bruxas". Consequentemente, elas aprendem sobre as angústias e os perigos associados aos seus novos papéis. A série teve direção de Akiyuki Shinbo, roteiro escrito por Gen Urobuchi, design original de personagens por Ume Aoki, adaptação de design de personagens por Takahiro Kishida, e composição musical por Yuki Kajiura.
Os primeiros dez episódios da série foram ao ar no Japão entre janeiro e março de 2011, sendo transmitidos pela TBS e pela MBS, enquanto os dois últimos episódios foram adiados até abril de 2011 devido ao terremoto e ao tsunami de Tōhoku de 2011.
O anime recebeu diversas adaptações para mangá, sendo essas publicadas pela Houbunsha no Japão. Uma adaptação do anime para light novel foi publicada pela Nitroplus a partir de agosto de 2011, e uma revista de mangá dedicada a série, chamada Manga Time Kirara Magica, começou a ser publicada pela Houbunsha a partir de junho de 2012. No Brasil, a adaptação da série para light novel e parte das adaptações para mangá são licenciadas pela editora NewPOP desde 2013.
Madoka Magica ainda recebeu uma série de filmes, que consiste de três longa-metragens; dois filmes recapitulando a série de anime foram lançados em outubro de 2012, e um terceiro filme, com uma história original complementando a série, foi lançado em 26 de outubro de 2013. Um filme conceitual atuando como um trailer de um novo projeto foi exibido em dezembro de 2015.
Um jogo eletrônico baseado na série foi lançado em março de 2012 para PlayStation Portable, e um outro jogo para PlayStation Vita foi lançado em dezembro de 2013. A série também recebeu um jogo para Android e iOS, intitulado Magia Record: Puella Magi Madoka Magica Side Story (マギアレコード 魔法少女まどか☆マギカ外伝, Magia Rekōdo: Mahō Shōjo Madoka Magika Gaiden), foi lançado em agosto de 2017, e uma adaptação para anime desse jogo está prevista para estrear em 2019.
Puella Magi Madoka Magica recebeu aclamação da crítica generalizada; críticos elogiaram o roteiro, o visual e a trilha sonora da série, bem como sua abordagem não convencional para o subgênero de garotas mágicas. A série tornou-se um sucesso comercial; cada volume de disco Blu-ray vendeu mais de 50 000 cópias. A série venceu em uma variedade de premiações, como o "television award" no 16º Animation Kobe Awards, o prêmio de "melhor anime de TV de 2011" pela Newtype Anime Awards e o "grande prêmio de animação" do Japan Media Arts Festival de 2011.

## Enredo
Na cidade fictícia de Mitakihara, no Japão, uma estudante do ensino médio chamada Madoka Kaname e sua amiga Sayaka Miki encontram uma pequena criatura mágica semelhante a um gato chamada Kyubey. Kyubey oferece um contrato em que uma garota pode ter qualquer desejo concedido em troca de obter poderes mágicos se encarregar de combater bruxas. Enquanto isso, uma aluna transferida, chamada Homura Akemi, que também é uma garota mágica, tenta impedir que Madoka faça o contrato com Kyubey. Madoka e Sayaka então conhecem Mami Tomoe, uma garota mágica e aluna veterana da mesma escola em que elas estudam. Mami se oferece para levar Madoka e Sayaka em suas caçadas às bruxas, para que possam aprender sobre as responsabilidades que advêm de ser uma garota mágica.
Enquanto Madoka pensa a respeito sobre aceitar ou não o contrato proposto por Kyubey, ela vê uma bruxa matando Mami e percebe que a vida de uma garota mágica está cheia de perigos, angústias e sofrimentos. Isso é reforçado pela aparição de Kyoko Sakura, uma garota mágica veterana cujo desejo indiretamente causou a morte de sua família. Madoka também descobre que garotas mágicas entregam suas almas para formar suas Soul Gems, a fonte de sua magia. Quando as Soul Gems se tornam contaminadas pelo desespero, as garotas mágicas se transformam em bruxas. Isto é exemplificado quando Sayaka, que está desiludida com o estado atual de sua vida, cai em um desespero inescapável que a transforma em uma bruxa. É então revelado que a raça alienígena de Kyubey está colhendo as emoções das garotas mágicas para usar como energia para neutralizar a disseminação da entropia. Madoka também descobre que Homura é uma garota mágica de uma linha do tempo diferente que repetiu o mesmo mês em que elas se conheceram inúmeras vezes para tentar salvar Madoka de um destino horrível.
Após essas revelações, Madoka decide se tornar uma garota mágica e deseja impedir a criação de todas as bruxas no passado, presente e futuro. O escopo deste desejo reescreve a história e as leis do universo, e sua existência como um ser humano é apagada do tempo. Ela transcende em um fenômeno cósmico chamado "A Lei dos Ciclos", que aparece para todas as garotas mágicas no momento anterior de se tornarem bruxas e as resgatam, levando-as a um paraíso celestial. Uma nova realidade, na qual Homura é a única que se lembra de Madoka, é formada.

## Personagens

### Personagens Principais

Da esquerda para a direita: Kyoko Sakura, Sayaka Miki, Madoka Kaname, Kyubey (no colo), Homura Akemi e Mami Tomoe

Madoka Kaname (鹿目 まどか, Kaname Madoka)
Dublada por: Aoi Yūki
Madoka Kaname é a personagem principal e a que leva o título do anime e mangá Puella Magi Madoka Magica. É uma garota de 14 anos gentil e amigável, filha de Junko Kaname e Tomohisa Kaname, e irmã mais velha de Tatsuya. Madoka vive uma vida normal, tem uma família amorosa e é cercada por bons amigos. Um dia, ela tem um sonho de uma misteriosa garota lutando contra uma criatura sinistra, a bruxa Walpurgis Nacht. No dia seguinte, Homura Akemi, a garota de seu sonho, vem a sua classe como uma estudante transferida. Sua arma nas linhas do tempo passadas, eram um arco e flecha. Depois que ela fez o novo mundo, seu laço de cabelo ficou com Homura.
Homura Akemi (暁美 ほむら, Akemi Homura)
Dublada por: Chiwa Saitō
Uma garota mágica que aparece no sonho de Madoka e depois se transfere para a escola dela. Ela é incomparável no desempenho escolar, tanto acadêmico quanto físico, e aparenta ter conhecido Madoka há muito tempo. Ela conhece bem os lados negativos de se tornar uma garotas mágica e considera as pessoas de corações gentis incapazes de se tornar uma. Ela tenta impedir que outras firmem contrato com Kyubey, em especial Madoka, e é identificada por ele como uma "irregular". Homura na verdade veio do futuro, mas especificamente de outra cronologia. Ela era uma garota tímida e introvertida que ficou meses no hospital por causa de um problema no coração, e, quando levou alta, foi transferida para o Colégio Mitakihara e ficou amiga de Madoka, cujo desejo foi o de voltar no tempo e refazer o seu encontro com Madoka para poder protegê-la, já que Madoka e Mami morreram na batalha contra Walpurgis Nacht. Porém, Homura nunca é capaz de salvar Madoka, e está sempre voltando no tempo para tentar re-escrever o passado e, consequentemente, perde aos poucos sua personalidade gentil e sensível por rever tantos eventos desastrosos acontecerem. Ao contrário das outras garotas mágicas, Homura não possui quase nenhum poder mágico além do de parar o tempo temporariamente, e também não possui armas além de seu escudo, então ela opta por portar diversas armas que foram roubadas de criminosos, e também bombas caseiras dos quais ela mesma fabrica. Mesmo com essas limitações, Homura se mostra uma das mais poderosas entre as garotas mágicas, conseguindo sair várias vezes de situações de extremo perigo no decorrer da história.
Sayaka Miki (美樹 さやか, Miki Sayaka)
Dublada por: Eri Kitamura
Uma colega de classe de Madoka que a ajudou a salvar Kyubey e recebeu a oferta de se tornar uma garota mágica. Ela usa seu desejo para curar o pulso de Kyousuke Kamijou, um garoto de que gosta e que perdeu os movimentos do pulso após um acidente, o impossibilitando de tocar o violino. Como uma garota mágica, Sayaka ataca usando espadas, podendo produzir um número infinito delas, como também possui um fator de cura elevado devido ao seu desejo ter sido para curar uma pessoa. Ela fica bastante abalada após descobrir a verdade sobre as Jóias da Alma, o fato de que elas separam o corpo da alma, e então descobre que sua amiga Hitomi também gosta de Kyousuke e pretende confessar seus sentimentos a ele, fazendo Sayaka entrar em depressão e desespero, escurecendo sua Jóia da Alma e se tornando uma bruxa. Apesar dos esforços de Kyoko e Madoka para salvá-la, Kyoko então é forçada a se sacrificar a fim de impedi-la.
Mami Tomoe (巴 マミ, Tomoe Mami)
Dublada por: Kaori Mizuhashi
Uma garota um ano mais velha que as outras e que é uma garota mágica veterana. Mami salva Kyubey, e Madoka e Sayaka do Labirinto de uma bruxa, e serve então de mentora para elas, explicando os prós e contras de se tornar uma garotas mágica. Ela se tornou uma garota mágica para salvar sua vida depois de um acidente de carro que matou seus pais e a deixou a beira da morte. Mami usa como arma rifles, que podem ser usados como cassetetes ou como armas de fogo comuns, apesar de os rifles possuírem apenas uma bala cada, ela pode produzir um arsenal infinito deles. Ela é morta após ter a cabeça devorada pela bruxa Charlotte, fato que marcou profundamente Madoka e Sayaka. Segundo Kyubey, Mami nunca soube da verdade sobre as Jóias da Alma. Em uma linha do tempo anterior, onde ela descobre a verdade, o conhecimento sobre as Jóias da Alma deixou-a insana e ela tentou matar as outras para impedir que se tornassem bruxas, após ela matar a Kyoko e tentar matar a Homura, ela foi morta por Madoka.
Kyoko Sakura (佐倉 杏子, Sakura Kyōko)
Dublada por: Ai Nonaka
Uma garota egoísta e arrogante que aparece após a morte de Mami para reclamar o território da cidade para caçar às bruxas como sendo dela. Kyoko usa como arma uma lança com uma lâmina na ponta que pode se transformar em uma espécie de corrente. Ela sempre está com algum tipo de comida na boca e odeia quando pessoas desperdiçam comida. É revelado que o pai dela era um pastor que resolveu pregar ensinamentos não ortodoxos, fazendo-o ser excomungado da igreja e tendo sua igreja fechada. Kyoko e sua família então viveram na pobreza sem ter o que comer, até que Kyoko desejou que as pessoas ouvissem o que seu pai dizia e a igreja se encheu de fiéis. Mas, quando o pai de Kyoko descobriu que as pessoas estavam indo a sua igreja por causa de magia e não por fé, enlouqueceu e matou sua família e depois si mesmo, sobrando apenas sua filha, fato que fez Kyoko decidir nunca mais usar mágica para qualquer um senão ela mesma. Após Sakaya tornar-se uma bruxa, ela torna-se determinada a salvá-la, pois ela se vê na amiga, mas como última alternativa, é obrigada a sacrificar-se, a fim de impedi-la de causar mais mal, sobrecarregando sua Jóia da Alma para criar uma enorme explosão, que mata as duas.
Kyubey (キュゥべえ, Kyuubee) / Incubator (インキュベーター, Inkyubētā)
Dublada por: Emiri Katō
Um extra-terrestre que é denominado como um familiar que transforma garotas em Garotas Magica para que lutem com bruxas. Kyubey nunca demonstra nenhuma expressão em seu rosto e não compreende os valores humanos. Ao formar um contrato com uma garota, Kyubey literalmente extrai a alma da pessoa e a confina em uma Jóia da Alma, assim caso a Garotas Magica tenha seu corpo destruído em batalha, outro possa ser criado, se referindo as Garotas Magica como "fantoches de carne", revelação que chocou a Kyoko, Sayaka e Madoka. Como uma criatura mágica, Kyubey só pode ser visto e ouvido por Garotas Magica ou por pessoas com potencial. Ele é capaz de devorar Sementes de Rancor por motivos desconhecidos. Quando Homura o mata no oitavo episódio, outro Kyubey aparece e devora o cadáver do antigo, dizendo a Homura que não adianta matá-lo pois ele possui diversos corpos, e revela que essa é a segunda vez que Homura o mata. Homura reconhece sua verdadeira identidade como Incubator cuja verdadeira finalidade é aumentar o poder das Garotas Magica, para que possam eventualmente tornar-se bruxas, sua "raça" usa a energia gerada a partir da transformação de uma Garotas Magica em bruxa para lutar contra a entropia e evitar a iminente morte térmica do universo. Ele alega que sua raça não pode sentir qualquer emoção e tem pouca compreensão dos valores humanos, acreditando que suas ações não são cruéis, mas de natureza utilitária.

### Personagens secundários
Hitomi Shizuki (志筑 仁美, Shizuki Hitomi)
Dublada por: Ryōko Shintani
Colega de classe a amiga de Madoka e Sayaka. Ela revela no sétimo episódio que gosta de Kyousuke e diz a Sayaka que ela tem 24 horas para dizer como se sente para ela, caso contrário, ela irá declarar seu amor ao Kyousuke.
Kyōsuke Kamijō (上條 恭介, Kamijō Kyōsuke)
Dublado por: Seiko Yoshida
Um colega de classe de Madoka e Sayaka. Ele sofreu um acidente onde perdeu os movimentos do pulso e o impediu de tocar violino, fato que o abalou bastante. Sayaka usa o desejo dela para curar o seu pulso e faz com que ele possa tocar o violino novamente.
Junko Kaname (鹿目 詢子, Kaname Junko)
Dublada por: Yūko Gotō
Mãe de Madoka. Ela é membro de uma corporação e costuma chegar tarde em casa, geralmente bêbada o que torna difícil acordar cedo de manhã. Apesar disso, é uma mãe atenciosa que sempre está pronta para aconselhar a filha.
Tomohisa Kaname (鹿目 知久, Kaname Tomohisa)
Dublado por: Tetsuya Iwanaga
Pai de Madoka, que parece ser a única pessoa responsável da casa.
Tatsuya Kaname (鹿目 タツヤ, Kaname Tatsuya)
Dublado por: Kaori Mizuhashi
Irmão mais novo de Madoka. Ele foi um dos únicos, assim como Homura, que ainda possuía vagas lembranças de Madoka mesmo depois de ela ter "desaparecido".
Kazuko Saotome (早乙女 和子, Saotome Kazuko)
Dublada por: Junko Iwao
Professora de Madoka, que constantemente tem problemas para conseguir um namorado.
Inu Daruma Brothers (イヌダルマブラザーズ, Iru Daruma Burodasu)
São os mascotes da franquia Dog Drug Reinforcement, um jogo similar a Dance Dance Revolution que é visto sendo jogado por Kyoko no sexto episódio. Antes eram lutadores mascarados da América do Sul, cujos golpes ressoavam através do mundo e se tornaram ídolos da dança japonesa. Eles não são bruxas e não tem nenhuma relação com elas. Apesar de não serem personagens em si, o perfil deles foi postado no site oficial como um easter egg.

### Bruxas
Gertrud
A bruxa do jardim das rosas. Sua aparência é de uma lesma com videiras repletas de espinhos no lugar dos pés, asas de borboleta e possui diversas rosas no lugar dos olhos. Ela é a bruxa do jardim das rosas e sua natureza é desconfiada. As rosas são mais importantas do que tudo para ela e sua vida consiste de cuidar de seu jardim. Ela rouba a força vital de humanos que ultrapassam seu território e a divide com as suas rosas. Ela possui dois tipos de servos: Anthony que são responsáveis por podar as rosas e adubar a terra, e Adelbert, cuja função é alertar sobre a presença de estranhos em seus domínios. Seus servos Anthony aparecem pela primeira vez no primeiro episódio, enquanto que Gertrud em si aparece e é morta por Mami no segundo episódio.
Suleika
Essa bruxa não apareceu em si na série, mas seu familiar Ulla apareceu e foi derrotado por Mami no início do terceiro episódio. Ela é a bruxa das trevas cuja natureza é a desilusão, ela fica mais forte a medida que a escuridão aumenta, tornando-se quase indestrutível no escuro total. Infelizmente, ela não é algo a temer quando o ambiente está iluminado.
Charlotte
A bruxa das sobremesas cuja natureza é a tenecidade. Ela era Nagisa Momoe antes de se tornar Bruxa. Sua aparência é de um pequeno boneco de pelúcia rosa. Ela deseja tudo e jamais desiste. Apesar de poder criar qualquer sobremesa que queira, ela é incapaz de criar sua comida favorita, o queijo. Ela pode ser pega de surpresa se lhe oferecerem queijo como distração. Seus servos se chamam Pyotr, cujo dever é procurar queijo para alimentar Charlotte, porém quase sempre falham em sua tarefa. Ela é capaz de se transformar em uma espécie de cobra gigante como último recurso em batalha. Charlotte apareceu no episódio 3, onde matou Mami Tomoe e logo em seguida foi morta por Homura Akemi.
Kristen
A bruxa da isolação cuja natureza é a longevidade. Ela é uma pessoa isolada do mundo que vive em seu computador, e atende pelo nick de H.N.Elly (H.N é uma abreviação de Handle Name, um apelido usado por pessoas na internet para não revelarem sua verdadeira identidade). Ela coleciona os pensamentos de todos que mata em garrafas de vidro. Seus servos se chamam Daniyyel e Jennifer, cuja função é o transporte do computador onde Kristen se encontra. Caso o computador seja destruído, a verdadeira natureza de Kristen, uma forma que parece uma garota frágil, é revelada. Ela aparece no episódio 4, onde manipula um grupo de pessoas para cometer um suicídio coletivo, e quando falha, tenta matar Madoka porém é morta por Sayaka Miki.
Albertine
A bruxa dos rabiscos cuja natureza é a ignorância. Ela não apareceu em nenhum episódio, mas sua familiar Anja foi quase morta no episódio 5 por Sayaka Miki , só que ela fugiu pela interferência de Kyouko Sakura. Essa bruxa adora brincar de pique-esconde, mas como seus servos são muito burros, nem sequer pensam em procurá-la.
Elsa Maria
A bruxa das sombras cuja natureza é a da auto-justiça. Sua aparência é de uma mulher de longos cabelos que está sempre rezando. Ela reza continuamente por todos os seres do mundo, mas irá assimilar qualquer um que se aproxime demais sem sequer mudar de posição. Somente aqueles com um pouco de trevas em seu coração são capazes de matá-la. Seus servos se chamam Sebastians, cujo dever é a fé cega, ou seja, seguir as ordens de Elsa Maria sem questionamento. Ela aparece no final do sétimo episódio onde é morta por Sayaka Miki.
Gisela
A bruxa das peças de prata cuja natureza é a da liberdade. Sua aparência é a de um robô de peças amareladas com partes negras. Embora tudo nos domínios da bruxa seja em alta velocidade, a bruxa em si é bastante lenta. Seu corpo uma vez já foi de uma prata brilhante, mas enferrujou na exposição ao vento marinho quando a bruxa olha para a praia todos os dias. Sua serva se chama Dora, cujo dever é a perturbação, isto é, perturbar o inimigo para que Gisela possa atacar apesar de sua lentidão. Ela aparece em um flashback no episódio 7, onde Kyoko é vista matando-a.
Uhrmann
A bruxa dos cachorros cuja natureza é a dos desejos. Ela não apareceu na série em si, mas sua aparência é descrita como a de um pequeno cachorro que implora por atenção. Qualquer um que entre em seus domínios se encanta com sua doçura e não pode evitar de sentir pena da bruxa. Caso alguém deseje derrotá-la, deve fingir amá-la para poder se aproximar. Seus servos, Bartels, foram vistos sendo mortos no episódio 8 por Sayaka, a natureza de seus servos é apenas decorativa, pois a bruxa que não é amada foi incapaz de criar servos com vida, apenas manequins que voam sem rumo.
Oktavia von Seckendorff
A bruxa das sereias cuja natureza é a de se apaixonar. Ela era Sayaka Miki antes de se tornar uma bruxa e sua aparência é de uma sereia vestindo armadura e empunhando uma espada. O domínio dessa bruxa é um salão de concertos que a comoveu há muito tempo atrás. As rodas de seu destino estão cheias de lembranças e incapazes de rodar para frente. Ela passa o tempo ouvindo a orquestra comandada por seu servo maestro Holger e não perdoa jamais aqueles que interrompem seu concerto. Ela aparece nos episódios 8, 9 e 10 (apenas em um flashback). A sua versão do décimo episódio também possui um outro tipo de serva chamada Klarissa, cujo dever é de simplesmente dançar ao som da orquestra. No episódio 9 ela é morta por Kyoko Sakura e no flashback do episódio 10 ela é morta por Homura Akemi.
Izabel
A bruxa das artes cuja natureza é a vaidade. Sem sombra de dúvida, ela crê que sua existência é uma benção. Ela quer que todos vejam seus trabalhos, por isso intervem frequentemente com o mundo humano. Porém, sua barreira está repleta de obras copiadas de outros artistas como a Guernica e o Arco do Triunfo. Para derrotar essa bruxa, apenas traga um crítico famoso consigo. Apesar de seu nome ser escrito como Isadel no episódio em que aparece, seu perfil no site oficial escreve seu nome como sendo Izadel.
Patricia
A bruxa da sala de aula cuja natureza é a de ser uma espectadora. Usando as cordas similares a teias de aranha que ela vomita, ela criou nos céus de seus domínios uma sala de aula e repete infinitamente uma representação de um dia normal de aula. Seus servos se chamam Mathieu, cuja natureza é a de representar colegas de classe da bruxa. Apesar dos Mathieu possuirem patins em seus pés para graciosamente deslizar nos fios, eles são todos controlados por Patricia. Se o sinal que representa o final das aulas for tocado, essa bruxa retornará para o seu lar em algum lugar.
Roberta
A bruxa da gaiola cuja natureza é a raiva. Ela constantemente bate seus pés no piso da gaiola, redirecionando sua fúria para aqueles que não lhe prestam atenção. Essa bruxa gosta bastante de álcool, e seus servos ficam bêbados facilmente. Seus servos se chamam Gotz, cuja natureza é a da indescrição frívola. Apesar de serem bons para nada e objetos de desgosto para Roberta, os Gotz sempre voam ao seu redor para chamar-lhe a atenção.
Kriemhild Gretchen
A forma bruxa de Madoka Kaname. Ela é a bruxa da salvação cuja natureza é a misericórdia. Ela absorve toda a vida para o seu paraíso pessoal. O único modo de derrotar essa bruxa é acabar com tudo que há de ruim do mundo, e a bruxa então desaparecerá achando que o mundo já é um paraíso. Segundo Kyubey, ela é poderosa o bastante para exterminar o planeta em dez dias.
Walpurgis Nacht (ワルプルギスの夜, Warupurugisu no Yoru)
Uma bruxa insanamente poderosa que é vista no prólogo do primeiro episódio. Não se sabe nada da origem dessa bruxa, mas ela é capaz de destruir uma cidade inteira e nenhuma Puella Magi pode vencê-la sozinha. O objetivo de Homura é matar Walpurgis Nacht e impedir que Madoka se torne uma Puella Magi. Walpurgis Nacht é alemão para Noite de Santa Valburga.

### Puella Magi Kazumi Magica
Kazumi (かずみ)
A protagonista de Puella Magi Kazumi Magica ~The Innocent Malice~. Ela é uma Puella Magi que não se lembra de nada além de seu nome, mas aos poucos recupera suas memórias enquanto luta ao lado de suas amigas Umika e Kaoru. Ela usa brincos em forma de sinos que as vezes podem mudas as coisas de acordo com seus desejos e um fio solto em seu cabelo que alegadamente é capaz de detectar bruxas. Ela também tem a tendência de julgar se as pessoas são boas ou más dependendo de seus modos a mesa.
Umika Misaki (御崎 海香, Misaki Umika)
Uma das amigas de Kazumi que também é uma Puella Magi. Ela é uma novelista de alto sucesso que usou seu desejo para encontrar um editor que reconhecesse o seu talento. Em batalha, ela usa um livro que permite ler a mente de uma bruxa e descobrir suas fraquezas. Sempre que enfrenta bloqueio artístico ao escrever uma história, ela (literalmente) ganha chifres e entre em um frênesi culinário para depois fazer uma maratona de compras, de alguma maneira ganhando inspiração.
Kaoru (カオル)
Uma das amigas de Kazumi que também é uma Puella Magi. Ela adora futebol e seu desejo foi ganhar um corpo saudável para que pudesse jogar.
Mirai Wakaba (若葉 みらい, Wakaba Mirai)
Uma membro das Santas das Plêiades. Ela tem a aparência de uma garota rica e tende a bater em Kazumi na cabeça com qualquer coisa que vê quando ela duvida de si mesma.
Satomi Usagi (宇佐木 里美, Usagi Satomi)
Uma membro das Santas das Plêiades. Uma garota bastante educada cujo desejo foi o de poder falar com animais para realizar seu sonho de ser uma veterinária.
Saki Asami (浅海 サキ, Asami Saki)
Uma membro das Santas das Plêiades. Uma garota bastante esperta que geralmente age como cérebro e estrategista para as demais colegas.
Nico Kanna (神流 ニコ, Kanna Niko)
Uma membro das Santas das Plêiades. Uma Puella Magi de raciocínio lento que faz declarações bruscas. Seu desejo envolvia regeneração, o que a deu a habilidade de reconstruir materiais em outras coisas, que ela frequente usa para criar mini-mísseis e clones de si mesma.
Jyubey (ジューベー, Jūbē)
Um membro da raça dos Incubadores que é aliado das Santas das Plêiades. Ao contrário de Kyubey, que absorve a energia gerada pela transformação de Puellae Magi em bruxas, Jyubey suga a energia negativa diretamente das Soul Gems das Santas das Plêiades.
Yuri (ユウリ) / Airi (あいり)
Uma Puella Magi malígna que tenta matar Kazumi para se vingar das Santas das Plêiades. Ela é capaz de criar sementes que quando infundidas com humanos são capazes de criar pseudo-bruxas. Sua verdadeira identidade é a da melhor amiga de Yuri, Airi. Airi sofria de uma doença terminal que só a daria alguns meses de vida, mas que foi curada por Yuri quando ela se tornou uma Puella Magi. Porém, quando Yuri se transformou em uma bruxa e foi morta pelas Santas das Plêiades, Airi jurou vingança e fez um contrato com Kyubey desejando tornar-se Yuri. Ela ataca e tenta matar Kazumi para que as Santas das Plêiades possam sentir a dor de perder uma pessoa querida, mas acaba usando muita magia e se transforma em uma bruxa, que Kazumi relutantemente mata.
Yuri Asuka (飛鳥 ユウリ, Asuka Yuri)
A melhor amiga de Airi que almejava se tornar uma grande cozinheira. Quando Airi foi diagnosticada com uma doença terminal fatal, Airi fez um contrato com Kyubey desejando pela melhora da amiga. Ela frequentemente usava seus poderes para curar outras pequenas crianças de doenças similares, mas seu uso excessivo de magia a transformou em uma bruxa, que foi morta pelas Santas das Plêiades.
Ayase Soujo (双樹 あやせ, Sōjo Ayase) e Ruka Soujo (双樹ルカ, Sōjo Ruka)
Uma Puella Magi bastante familiar que mata os corpos de outras Puellae Magi para colecionar suas Soul Gems. Na verdade existem duas personalidades dentro de seu corpo: Ayase e Ruka, cada uma sendo uma Puella Magi distante com transformações e poderes diferentes.
Souichirou Tachibana (立花 宗一郎, Tachibana Sōichirō)
Um homem que encontra Kazumi dentro de uma mala onde supostamente havia uma bomba que ele usaria para explodir um local. Kazumi consegue fazer com que ele se arrependa e ele então torna-se gerente de uma sorveteria que Kazumi frequenta.

### Puella Magi Oriko Magica
Oriko Mikuni (美国 織莉子, Mikuni Oriko)
Uma Puella Magi com o poder de ver o futuro. Ela admirava seu pai, que era político, até que ele se enforcou ao ser descoberto fazendo negócios ilegais. Como consequência dos atos de seu pai, Oriko foi excluida da sociedade e afastada de seus amigos como se ela tivesse alguma culpa do ocorrido. Deprimida, ela fez um contrato com Kyubey desejando saber o significado da vida, ganhando a habilidade de prever o futuro, o que a dá vantagem durante as batalhas. Após ver uma visão em que Kriemhild Gretchen destroi a cidade sem deixar nada, ela planeja matar Madoka Kaname antes que ela se transforme em uma Puella Magi e consequentemente, em uma bruxa. Para isso, ela chama a atenção de Kyubey para uma jovem garota com potêncial mágico chamada Yuma e ordena a Kirika que mate quantas Puellae Magi ela puder encontrar, tudo para distrair Kyubey do potêncial mágico de Madoka Kaname.
Kirika Kure (呉 キリカ, Kure Kirika)
Uma Puella Magi que caça outras de sua própria espécie. Ela era uma garota sem nenhum interesse e que estava constantemente entediada, até se apaixonar por Oriko, a única pessoa que realmente a tratou com gentileza. Kirika fez um contrato com Kyubey para mudar de personalidade para que pudesse ficar junto de Oriko. Ela respeita muito Oriko e faz tudo que ela pede, inclusive caçar e matar outras Puellae Magi. Em batalha, Kirika tem a capacidade de diminuir a velocidade do tempo, dando a seus adversários a impressão de que ela é incrivelmente rápida.
Yuma Chitose (千歳 ゆま, Chitose Yuma)
Uma jovem garota encontrada por Kyoko após seus pais terem sido mortos por uma bruxa. Yuma sofria abuso físico de sua mãe que a culpava dos problemas que ela tinha com o marido, e portanto sofre de um complexo de inferioridade e sente-se inútil, sempre procurando uma forma de ajudar. Por causa disso ela é manipulada por Oriko em se tornar uma Puella Magi para salvar a vida de Kyoko durante o ataque de uma bruxa, apesar de Kyoko alertá-la para não se tornar uma. Em combate, Yuma usa um martelo esférico e possui uma poderosa habilidade de curar as feridas de seus aliados em combate.

## Terminologia
Garota mágica (魔法少女, Mahō Shōjo)
É uma garota que faz um contrato com um incubador e adquire poderes para lutar contra as bruxas. O contrato realiza um único desejo da garota não importa o que seja para transformá-la em uma garota mágica. Suas almas são então extraídas e colocadas em uma garota mágica, tornando os seus corpos apenas corpos vazios como marionetes. Os poderes de uma garota mágica geralmente tem relação com o seu desejo, como o fator de cura super rápido de Sayaka, pois seu desejo foi curar uma pessoa. Quando uma garota mágica morre em uma luta contra uma bruxa, o corpo permanece dentro do portal da bruxa e, uma vez que nenhum corpo pode ser encontrada, ela é considerada apenas desaparecida por pessoas normais. Quando uma garota mágica cai em desespero ou é incapaz de purificar sua soul gem, ela "amadurece" e se torna uma bruxa. As garotas mágicas também morrem quando suas soul gems são destruídas.
Bruxas (魔女, Majo)
Criaturas horrendas nascidas de maldições que vivem em dimensões paralelas onde apenas garotas mágicas e pessoas com poderes mágicos podem entrar. Quando deixadas sozinhas, elas influenciam os humanos os marcando com marcas conhecidas como 'Beijo de Bruxa' (魔女の口づけ, Majo no Kuchizuke), que as tornam enfermas ou as fazem cometer assassinatos e suicídio. Bruxas nascem quando a soul gem de uma garota mágica se torna corrompida.
Soul gem (ソウルジェム, Sōru jemu, lit. "Joia da alma")
Uma joia criada quando uma garota mágica faz um contrato com um incubador, a permitindo se transformar e usar magia. As soul gems brilham quando próxima as bruxas e seu tamanho varia de acordo com a capacidade mágica da garota. É revelado que as soul gems literalmente contém a alma de uma garota mágica, e caso a joia de afaste a mais de 100 metros do corpo, ele se tornará frio e sem vida. A medida em que se usa magia, a soul gem se torna negra e tem de ser purificada usando grief seeds, caso contrário a própria soul gem se tornará uma grief seed, e consequentemente transformando a garota mágica em uma bruxa.
Grief seed (グリーフシード, Gurīfu shīdo, lit. "Semente da tristeza")
Uma semente negra da qual nasce uma bruxa. Uma vez plantada ela começará a germinar e formar um labirinto, uma dimensão paralela onde a bruxa vive. As grief seeds caem das bruxas mortas e podem ser usadas para sugar as impurezas de uma soul gem a medida em que ela se torna negra, sendo assim, as grief seeds são motivo de disputa entre as garotas mágicas. Usar a grief seed para absorver muita corrupção de uma soul gem pode resultar na ressuscitação de uma bruxa. As grief seeds se originam de soul gems que escureceram completamente.
Incubador (インキュベーター, Inkyubētā)
Incubadores são seres extra-terrestres que procuram combater os efeitos da entropia do universo. Descobrindo a grande energia derivada das emoções, mesmo não sentindo qualquer emoção, eles logo descobrem os seres humanos. Notando que a energia mais poderosa vem de garotas adolescentes durante as transições entre a esperança e o desespero, eles começaram a conceder desejos para certas meninas e transformá-las em garotas mágicas, para que elas pudessem amadurecer e se transformar em bruxas, proporcionando a energia necessária.

## Mídia

### Anime
Em outubro de 2010 a emissora MBS anunciou a produção de um anime que estava sendo produzido pelo estúdio Shaft com a direção de Shinbou Akiyuki, roteiro de Urobuchi Gen e character designer por Aoki Ume. Posteriormente o título da série foi anunciado e se tratava de Puella Magi Madoka Magica. Em novembro de 2010 a série teve a previsão oficial de estréia, divulgada em seu site, para janeiro de 2011. O anime começou a ser exibido na rede de televisão Mainichi Broadcasting System (MBS) em 6 de janeiro 2011. Devido ao Sismo e tsunami de Sendai de 2011, a transmissão televisiva prevista para o episódio 11 foi adiada para abril de 2011, por medidas de "auto-contenção". Foi cogitado o possível cancelamento da série na TV, mas o roteirista Urobuchi Gen anunciou em seu Twitter que não havia nada que se preocupar com a exibição dos restantes dois últimos episódios da série, posteriormente o twitter do anime e o site oficial do anime confirmaram a continuação da série, dando a previsão de estréia dos últimos episódios para o início da segunda quinzena de abril. A data exata da transmissão dos episódios 11 e 12 foi anunciada pelo site oficial da série, os dois últimos episódios serão transmitidos em sequência no dia 21 de abril de 2011. O terremoto também atrasou o lançamento da série em DVD e Blu-ray, que era prevista para 30 de março de 2011. O primeiro volume da série sem data definitiva para lançamento, será disponibilizada em versão regular (DVD), limitada (DVD + Drama CD e áudio comentado) e edição de lançamento (Blu-Ray + Drama CD e áudio comentado). Todas as versões serão acompanhadas pelos dois primeiros episódios.

#### Episódios
| Núm. | Título | Direção           | Roteiro           | Data de exibição original |
| --- | --- | ----------------- | ----------------- | ------------------------- |
| 01 | "É como se eu a tivesse conhecido em um sonho..." 夢の中で会った、ような… "Yume no Naka de Atta, yō na..."                   | Yukihiro Miyamoto | Yoshiharu Ashino  | 7 de janeiro de 2011      |
| Madoka Kaname, uma estudante do ensino secundário, fica surpresa ao encontrar a garota que viu em seu sonho pela manhã, Homura Akemi, se transferir para a sua escola. Homura, que aparenta conhecer Madoka previamente, lhe avisa para manter a sua atual vida, correndo o risco de perder tudo se não o fizer. Depois da escola, quando Madoka vai às compras com sua amiga, Sayaka Miki, ela ouve uma voz estranha que a leva a uma seção abandonada do shopping. Lá ela encontra uma estranha criatura parecida com um gato chamada Kyubey sendo atacada por Homura, que se revela uma garota mágica. Homura exige que Madoka fique longe de Kyubey, e Sayaka aparece repentinamente disparando um extintor de incêndio, e ajuda Madoka e Kyubey a fugirem. Na correria, todos ficam presos em uma barreira mágica e são abordados por criaturas com formas estranhas. O grupo é resgatado por outra garota mágica chamada Mami Tomoe, que repele as criaturas com suas habilidades mágicas. Homura aparece novamente e é confrontada por Mami, que diz que ela ignorará os ataques dela a Kyubey, pois não quer lutar na frente de Madoka e Sayaka. Após isso, Homura deixa o grupo em paz e desaparece. Kyubey tem suas feridas curadas pela magia de Mami, e ele explica que deseja formar um contrato com Madoka e Sayaka para torná-las garotas mágicas, assim como Mami. | |                   |                   |                           |
| 02 | "Isso seria realmente maravilhoso" それはとっても嬉しいなって "Sore wa Tottemo Ureshii Natte"                                | Masahiro Mukai    | Yoshiharu Ashino  | 14 de janeiro de 2011     |
| 03 | "Eu não terei mais medo de nada" もう何も怖くない "Mō Nani mo Kowakunai"                                                     | Yūki Yase         | Yoshiharu Ashino  | 21 de janeiro de 2011     |
| 04 | "Milagres e magia são reais" 奇跡も、魔法も、あるんだよ "Kiseki mo, Mahō mo, Arun da yo"                                     | Shinichi Omata    | Shinsaku Sasaki   | 28 de janeiro de 2011     |
| 05 | "Não há como eu me arrepender" 後悔なんて、あるわけない "Kōkai nante, Aru Wakenai"                                           | Takahiro Majima   | Shinichi Omata    | 4 de fevereiro de 2011    |
| 06 | "Isso definitivamente não está certo" こんなの絶対おかしいよ "Konna no Zettai Okashiiyo"                                     | Fujiaki Asari     | Shinsaku Sasaki   | 11 de fevereiro de 2011   |
| 07 | "Você consegue encarar os seus verdadeiros sentimentos?" 本当の気持ちと向き合えますか？ "Hontō no Kimochi to Mukiaemasu ka?" | Toshiaki Kidokoro | Masayoshi Nishida | 18 de fevereiro de 2011   |
| 08 | "Eu fui mesmo uma idiota" あたしって、ほんとバカ "Atashitte, Honto Baka"                                                     | Takashi Kawabata  | Shinichi Omata    | 25 de fevereiro de 2011   |
| 09 | "Não posso perdoar esse tipo de coisa" そんなの、あたしが許さない "Sonna no, Atashi ga Yurusanai"                            | Masahiro Mukai    | Noriko Nanashima  | 4 de março de 2011        |
| 10 | "Eu não dependerei de mais ninguém" もう誰にも頼らない "Mō Dare ni mo Tayoranai"                                             | Yūki Yase         | Shinsaku Sasaki   | 11 de março de 2011       |
| 11 | "A única coisa que me resta para me guiar" 最後に残った道しるべ "Saigo ni Nokotta Michishirube"                              | Kotono Watanabe   | Tomohiko Ito      | 21 de abril de 2011       |
| 12 | "Minha melhor amiga" わたしの、最高の友達 "Watashi no, Saikō no Tomodachi"                                                   | Yukihiro Miyamoto | Shinsaku Sasaki   | 21 de abril de 2011       |

### Mangá
A editora Houbunsha está publicando ao todo três mangás baseados na série. A adaptação direta da série de anime ilustrada por Hanokage terá ao todo três volumes, lançados em 12 de fevereiro de 2011, 12 de março de 2011 e 12 de abril de 2011, respectivamente. Um mangá com um história paralela intitulada Puella Magi Kazumi Magica: The Innocent Malice (魔法少女かずみ☆マギカ〜 The innocent malice, "Garota Mágica Kazumi Magica: A malícia inocente"), escrita por Masaki Hiramatsu e ilustrada por Takashi Tensugi começou a ser publicada na revista Manga Time Kirara Forward em 24 de janeiro de 2011. O terceiro mangá intitulado Puella Magi Oriko Magica (魔法少女おりこ☆マギカ, "Garota Mágica Oriko Magica) escrito por Kuroe Mura, está previsto para ser lançado após a transmissão do anime.

Capa da versão limitada do single da abertura
"Connect"

### Música
O tema de abertura do anime é "Connect" cantado por ClariS e o tema de encerramento é "Magia" cantado pela banda japonesa Kalafina. O single da abertura foi lançado em 2 de fevereiro de 2011, em versão regular e duas versões limitadas (uma acompanhada por um DVD e outra com capas internas e externas relacionadas ao anime).
 O single de encerramento foi lançado em 16 de fevereiro de 2011, em versão regular e duas limitadas (uma acompanhada por um DVD com o video clip da música "Magia" e outra com capas internas e externas relacionadas com o anime).

#### Músicas do anime
Tema de abertura:
- "Connect" por "ClariS"

Tema de encerramento:
- "Mata Ashita" por Yuuki Aoi (Usada como música de encerramento para os dois primeiros episódios na versão para Blu-Ray)
- "And I'm Home" por Eri Kitamura e Ai Nonaka (Usada como música de encerramento para o episódio nove na versão para Blu-Ray)
- "Magia" por Kalafina